# Eugen Laurent

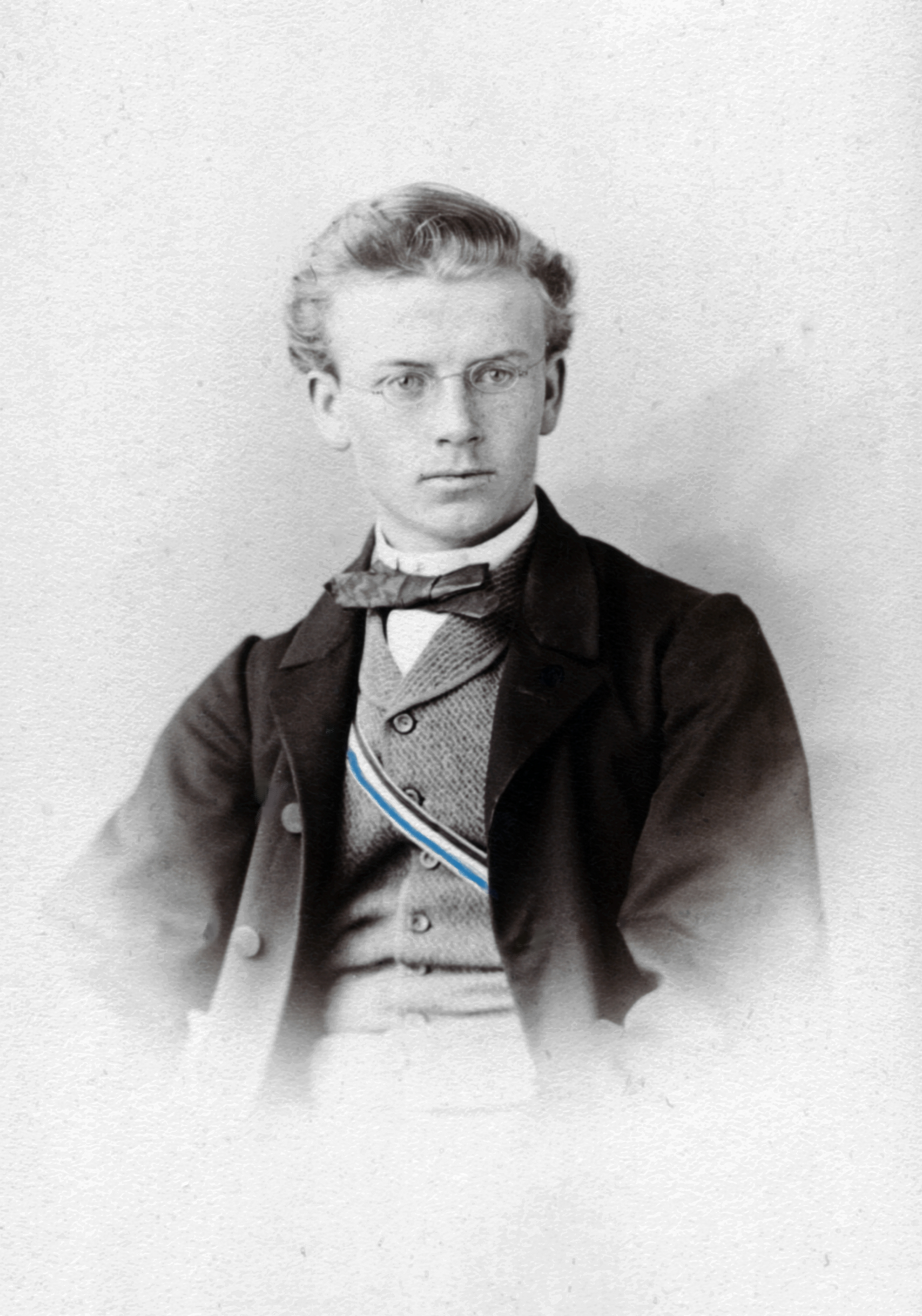
Eugen Laurent

Eugen Laurent (* 22. Dezember 1844 in Hornbach, Pfalz (Bayern); † 1921 in Kolmar, Elsaß) war ein deutscher Richter.

## Leben
Laurents Vater war kgl. Bezirksrichter in Zweibrücken. Eugen Laurent studierte an der Ludwig-Maximilians-Universität Rechtswissenschaft. Am 11. Juli 1864 wurde er im Corps Suevia München recipiert.  Nach den Examen und dem Vorbereitungsdienst kam er als Landgerichtsrat an das Landgericht Zabern und 1894 als Rat an das Oberlandesgericht Colmar. Zwei Jahre später wurde er in die kaiserliche Disziplinarkammer für das Reichsland Elsaß-Lothringen in Straßburg berufen. Zuletzt war er Senatspräsident am OLG Colmar.